# Antonio Nariño
Antonio de la Santísima Concepción Nariño y Álvarez (Bogotà, 9 aprile 1765 – Villa de Leyva, 13 dicembre 1823) è stato un politico colombiano.
Nel 1794 tradusse la Dichiarazione dei diritti dell'uomo e del cittadino e fu per questo imprigionato. Presidente della neonata rivoluzionaria repubblica di Cundinamarca dal 1811, presto si inimicò sia l'esercito spagnolo sia la Nueva Granada, catturato a Pasto, fu spedito in Spagna.
Rimpatriato, nel 1821 diresse il congresso di Cúcuta e stilò la costituzione colombiana.
I suoi resti giacciono nella cappella di Santa Elisabetta d'Ungheria, dov'è esposto anche un suo busto, nella Cattedrale dell'Immacolata Concezione a Bogotà.